# René Crevel

Jacques-Émile Blanche: Porträt René Crevel, Musée Carnavalet, Paris

René Crevel (* 10. August 1900 in Paris; † 18. Juni 1935 ebenda) war ein französischer Schriftsteller des Surrealismus. An dem Zerwürfnis zwischen Surrealisten und Kommunisten leidend, zudem nierenkrank, tötete er sich im Alter von 34 Jahren selbst.

## Leben
Aufgewachsen in kleinbürgerlicher Familie, verlor er frühzeitig seinen Vater, der sich 1914 selbst das Leben nahm, was seine Mutter aus gesellschaftlichen Gründen vertuschen wollte. Crevel revoltierte sein ganzes Leben gegen die Bourgeoisie, die er insbesondere in seiner Mutter verkörpert sah. In seinen Romanen beschäftigte er sich mit bürgerlichen Strukturen, Moral und Religion, Seele und Suizid.
Von 1918 bis 1922 studierte er Literaturwissenschaften an der Sorbonne in Paris. Dort hatte er erste Kontakte mit den Dadaisten und schloss Bekanntschaft mit Louis Aragon und André Breton. Über letzteren sagte er: „Mein Gott für mich, das ist Breton. Sollte er mich enttäuschen, würde ich mich töten.“  Er wurde schließlich Mitinitiator der Zeit der Schlafzustände (1922/23) und Mitglied der ersten surrealistischen Gruppe um Breton und Aragon. Crevel war es, der die Bezeichnung für Max Ernst (1891–1976) als „Zauberer der kaum spürbaren Verrückungen“ schuf.

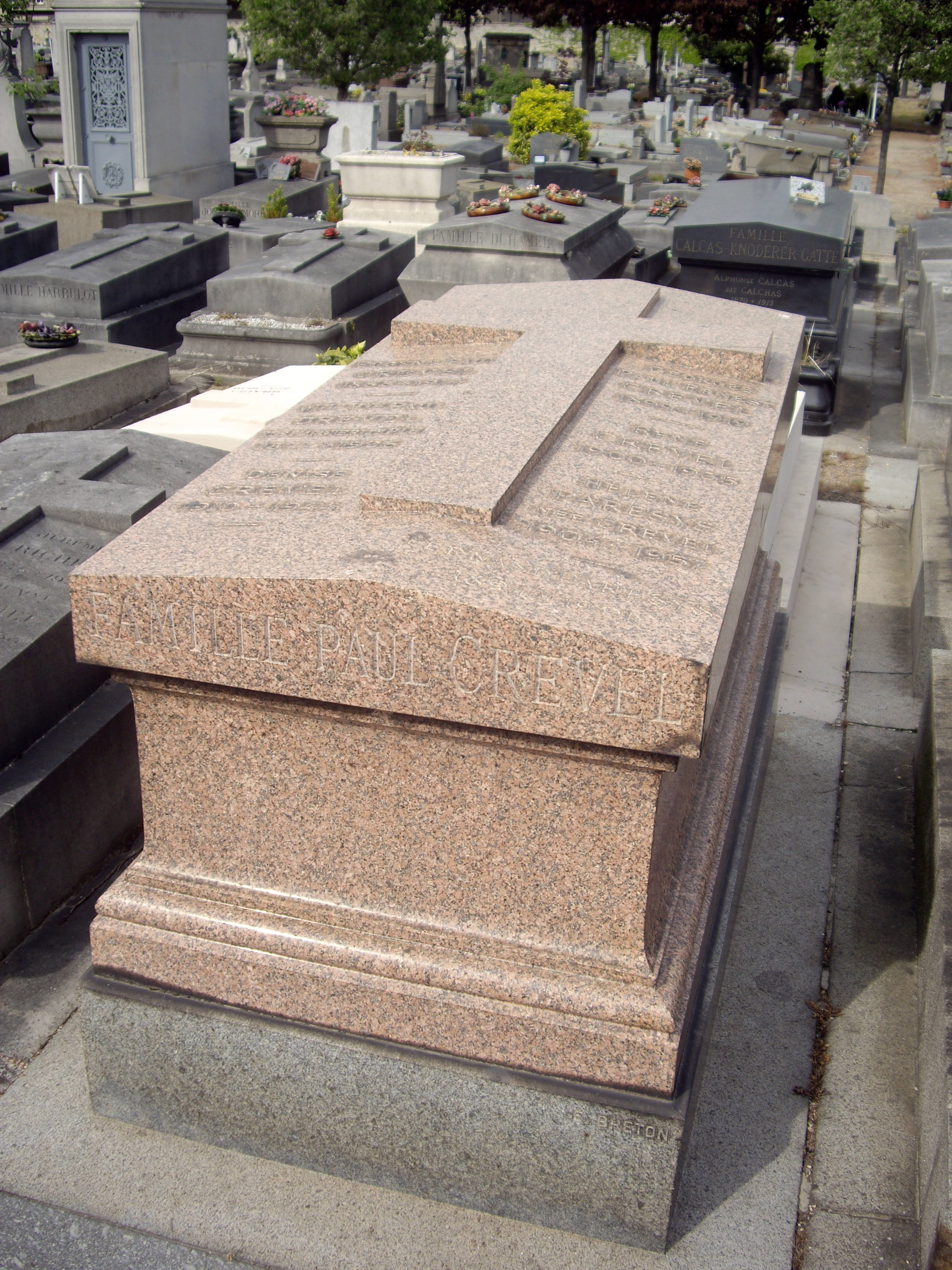
Crevels Grabstein auf dem Cimetière de Montrouge, Paris

Seit 1925 litt er an Lungentuberkulose und musste so jedes Jahr einige Monate in Schweizer Sanatorien zubringen. Seit 1926 war er mit Klaus Mann befreundet, der ihn auch in seiner Autobiografie Der Wendepunkt beschreibt. Crevel reiste so auch immer wieder nach Deutschland, Êtes-vous fous? erschien 1930 bei S. Fischer auf Deutsch.
Er engagierte sich sowohl für den Surrealismus und ab 1927 zunehmend auch für den Marxismus und beteiligte sich am internationalen Komitee zur Freilassung von Ernst Thälmann. 1929 wurde er Mitglied der Kommunistischen Partei Frankreichs, in deren Spannungsfeld er 1935 am Vorabend des Pariser Internationalen Kongresses der Schriftsteller zur Rettung der Kultur im Zuge des Breton-Ehrenburg-Skandals durch Suizid starb. Er hatte zudem erfahren, dass er an schwerer Nierentuberkulose litt. Er nahm sich wie in seinem Roman Détours beschrieben das Leben, indem er den Gashahn aufdrehte. Man fand eine Abschiedsbotschaft mit den Worten „Je suis dégoûté de tout“ („Alles ekelt mich an“).
Crevel hat Romane geschrieben, von denen einige auch bereits in den 1930ern auf Deutsch erschienen. „Ich bin der Überzeugung, dass dieser Roman, mit Raymond Radiguets Der Teufel im Leib das wichtigste Bekenntnisbuch der europäischen Jugend nach dem Krieg überhaupt bedeutet“, schreibt Klaus Mann über Der schwierige Tod.

## Werke
- Détours (1924) – Deutsch: Umwege. Übers. v. Maximilian Gilleßen u. Philippe Roepstorff-Robiano. Zero sharp, Berlin 2019.
- Mon corps et moi (1925) – Deutsch: Mein Körper und ich. Übers. v. Maria Hoffmann-Dartevelle Europaverlag, Wien, Zürich 1992.
- La mort difficile (1926) – Deutsch: Der schwierige Tod. Übers. Hans Feist. S. Fischer, Berlin 1930; wieder: Bibliothek Suhrkamp Bd. 987, Frankfurt am Main 1988.
- Babylone (1927) – Deutsch: Babylon. Übers. v. Charlotte Jenny. Walter Verlag, Olten und Freiburg i. Br. 1969; wieder: Europaverlag, Wien, Zürich 1993.
- Êtes-vous fous? (1929) – Deutsch: Seid ihr verrückt? Übers. v. Una Pfau. Bibliothek Suhrkamp Bd. 1083, Frankfurt am Main 1991.
- Les pieds dans le plat (1933)